# 奧利韋特 (伊利諾伊州)
奧利韋特（英語：Olivet）是位於美國伊利諾伊州弗米利恩縣的一個人口普查指定地區。

## 地理
奧利韋特的座標為39°56′32″N 87°36′28″W / 39.94222°N 87.60778°W，而該地最高點為海拔高度203米（即666英尺）。

## 人口
根據2010年美國人口普查的數據，奧利韋特的面積為6.17平方千米，當中陸地面積為6.17平方千米，而水域面積為0.00平方千米。當地共有人口428人，而人口密度為每平方千米69.37人。